# Marcin Komorowski
Pour les articles homonymes, voir Komorowski.
Marcin Komorowski, né le 17 avril 1984 à Pabianice, est un footballeur polonais. Il est défenseur au Terek Grozny.

## Clubs
- 2006-2007 :  GKS Bełchatów
- 2007 :  ŁKS Łódź
- 2008 :  Zagłębie Sosnowiec
- 2008-2009 :  Polonia Bytom
- 2009-2012 :  Legia Varsovie
- 2012- :  Terek Grozny

## En sélection
Depuis le 14 décembre 2008 et un match face à la Serbie, Marcin Komorowski est international polonais. Il compte actuellement six sélections.

## Palmarès
- Vice-champion de Pologne : 2007, 2009
- Finaliste de la Coupe de la Ligue polonaise : 2007
- Vainqueur de la Coupe de Pologne : 2011